# Saxicavella jeffreysi
Saxicavella jeffreysi är en musselart som beskrevs av Winkworth 1930. Saxicavella jeffreysi ingår i släktet Saxicavella och familjen Hiatellidae. Arten är reproducerande i Sverige. Inga underarter finns listade i Catalogue of Life.